# Норт-Вебстер (Індіана)
Норт-Вебстер (англ. North Webster) — місто (англ. town) в США, в окрузі Косцюшко штату Індіана. Населення — 998 осіб (2020).

## Географія
Норт-Вебстер розташований за координатами 41°19′26″ пн. ш. 85°41′49″ зх. д. / 41.32389° пн. ш. 85.69694° зх. д. (41.323832, -85.697082).  За даними Бюро перепису населення США в 2010 році місто мало площу 2,12 км², з яких 2,08 км² — суходіл та 0,04 км² — водойми.

## Демографія
Згідно з переписом 2010 року, у місті мешкало 1146 осіб у 501 домогосподарстві у складі 316 родин. Густота населення становила 540 осіб/км².  Було 612 помешкання (288/км²).
Расовий склад населення:
| - 96,3 % — білих - 0,6 % — чорних або афроамериканців - 0,3 % — азіатів - 0,1 % — корінних американців - 1,0 % — осіб інших рас |

До двох чи більше рас належало 1,7 %. Частка іспаномовних становила 2,5 % від усіх жителів.
За віковим діапазоном населення розподілялося таким чином: 21,4 % — особи молодші 18 років, 60,4 % — особи у віці 18—64 років, 18,2 % — особи у віці 65 років та старші. Медіана віку мешканця становила 41,6 року. На 100 осіб жіночої статі у місті припадало 93,6 чоловіків;  на 100 жінок у віці від 18 років та старших — 91,7 чоловіків також старших 18 років.
Середній дохід на одне домашнє господарство  становив 48 482 долари США (медіана — 40 352), а середній дохід на одну сім'ю — 56 272 долари (медіана — 49 018). За межею бідності перебувало 13,7 % осіб, у тому числі 28,6 % дітей у віці до 18 років та 12,1 % осіб у віці 65 років та старших.
Цивільне працевлаштоване населення становило 597 осіб. Основні галузі зайнятості: виробництво — 49,4 %, освіта, охорона здоров'я та соціальна допомога — 18,3 %, мистецтво, розваги та відпочинок — 6,7 %, роздрібна торгівля — 5,9 %.